# أنسيبل (برمجيات)
أنسيبل (بالإنجليزية: Ansible)‏ هي مجموعة أدوات برمجية تمكّن تطوير البنية التحتية كنص برمجي. وهي مفتوحة المصدر، وتشمل المجموعة أدوات لتوزيع البرمجيات وإدارة التكوين ونشر التطبيقات.
تمت كتابه أنسيبل بواسطة مايكل ديهان واستحوذت عليها ريد هات في عام 2015، وتم تصميم أنسيبل لتعمل علي كل من أنظمة شبيهة يونكس وأنظمة مايكروسوفت ويندوز. ولا يعتمد أنسيبل على وكيل (agentless)، بل يعتمد على اتصالات عبر بروتوكول SSH أو إدارة ويندوز البعيدة (Windows Remote Management ) التي تسمح بتنفيذ برامج بويرشيل PowerShell . و تعمل منصة التحكم في أنسيبل على معظم أنظمة شبيهة يونكس التي يمكن تشغيل Python فيها، بما في ذلك ويندوز بنظام تشغيل ويندوز.